# Bahnstrecke Smržovka–Josefův Důl
| Kursbuchstrecke (SŽ): | 034                  |                                                      |                           |
| Streckenlänge: | 6,69 km              |                                                      |                           |
| Spurweite: | 1435 mm (Normalspur) |                                                      |                           |
| Streckenklasse: | C3                   |                                                      |                           |
| Maximale Neigung: | 23 ‰                 |                                                      |                           |
| Streckengeschwindigkeit: | 40 km/h              |                                                      |                           |
| |                      |                                                      |                           |
| \| \| \| von Liberec (vorm. RGTE) \| \| \| \| 0,00 \| Smržovka früher Morchenstern \| 600 m \| \| \| \| nach Tanvald (vorm. RGTE) \| \| \| \| 3,1 \| Jiřetín pod Bukovou früher Georgenthal-Albrechtsdorf \| 530 m \| \| \| \| Tanvaldský Špičák \| \| \| \| 5,5 \| Antonínov früher Antoniwald \| 565 m \| \| \| 6,69 \| Josefův Důl früher Josefsthal-Maxdorf \| 580 m \| \| \| \| \| \| \| Quellen: [1] \| \| \| \| |                      |                                                      |                           |
| Strecke |                      | von Liberec (vorm. RGTE)                             | von Liberec (vorm. RGTE)  |
| Bahnhof | 0,00                 | Smržovka früher Morchenstern                         | 600 m                     |
| Abzweig geradeaus und nach rechts |                      | nach Tanvald (vorm. RGTE)                            | nach Tanvald (vorm. RGTE) |
| Haltepunkt / Haltestelle | 3,1                  | Jiřetín pod Bukovou früher Georgenthal-Albrechtsdorf | 530 m                     |
| Haltepunkt / Haltestelle |                      | Tanvaldský Špičák                                    | Tanvaldský Špičák         |
| Haltepunkt / Haltestelle | 5,5                  | Antonínov früher Antoniwald                          | 565 m                     |
| Kopfbahnhof Streckenende | 6,69                 | Josefův Důl früher Josefsthal-Maxdorf                | 580 m                     |
| |                      |                                                      |                           |
| Quellen: |                      |                                                      |                           |

Die Bahnstrecke Smržovka–Josefův Důl ist eine Eisenbahnverbindung in Tschechien, die ursprünglich von der Reichenberg-Gablonz-Tannwalder Eisenbahn (RGTE) als Lokalbahn errichtet und betrieben wurde. Sie zweigt in Smržovka (Morchenstern) von der Strecke Liberec–Kořenov ab und führt nach Josefův Důl (Josefsthal) im Isergebirge.
Nach einem Erlass der tschechischen Regierung ist die Strecke seit dem 20. Dezember 1995 als regionale Bahn („regionální dráha“) klassifiziert.

## Geschichte
Am 25. März 1893 wurde der Aktiengesellschaft Lokalbahn Reichenberg–Gablonz das Recht zum Baue und Betriebe einer als normalspurige Localbahn auszuführenden Locomotiveisenbahn von der Station Morchenstern der im Bau befindlichen Fortsetzungsstrecke Gablonz–Tannwald ... im Kamnitzthale nach Josefsthal erteilt.
Eröffnet wurde die Strecke gemeinsam mit dem Abschnitt Wiesenthal–Tannwald der Lokalbahn  Reichenberg–Tannwald am 15. Oktober 1894.
Die Betriebsführung auf der neuen Strecke übernahm die Süd-Norddeutsche Verbindungsbahn SNDV. Am 1. Juli 1902 übernahmen die k.k. österreichischen Staatsbahnen kkStB die Betriebsführung von der SNDV.
Nach dem Ersten Weltkrieg übernahmen die die neu gegründeten Tschechoslowakischen Staatsbahnen ČSD die Betriebsführung von den kkStB. Am 1. Januar 1930 wurde die RGTE verstaatlicht.
Die ČSD setzte ab Anfang der 1930er Jahre wie auch auf anderen Lokalbahnen ihre Tatra-Turmtriebwagen ein, was zu einer deutlichen Beschleunigung des Reiseverkehrs führte.
Nach der Angliederung des Sudetenlandes an Deutschland im Herbst 1938 kam die Strecke zur Deutschen Reichsbahn, Reichsbahndirektion Dresden. Im Reichskursbuch war die Verbindung nun als KBS 160q Morchenstern–Josefsthal-Maxdorf enthalten. Mit Beginn des Zweiten Weltkriegs am 1. September 1939 mussten die Triebwagen abgestellt werden und alle Reisezüge verkehrten wieder mit Dampflokomotiven.
Am 9. Mai 1945 kam die Strecke wieder zu den ČSD.

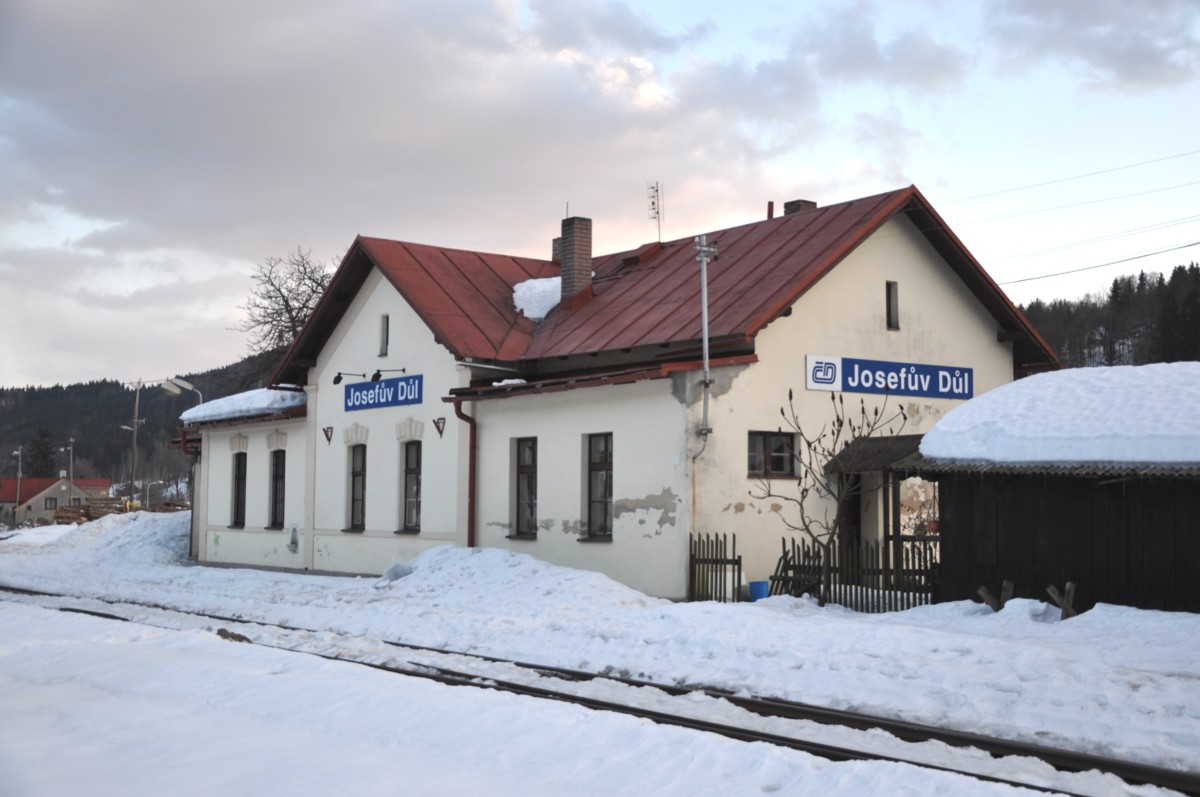
Bahnhof Josefův Důl (2011)

Am 1. Januar 1993 ging die Strecke im Zuge der Auflösung der Tschechoslowakei an die neu gegründeten České dráhy (ČD) über.
Gänzlich neue Perspektiven erhielt die Verbindung erst im Jahr 2000, als offiziell der Bau der Regiotram Nisa bekanntgegeben wurde. Neben der Strecke Liberec–Jablonec nad Nisou–Tanvald war auch die Nebenlinie nach Josefův Důl als Pilotstrecke ausgewählt worden. Ursprünglich sollten ab 2007 elektrische Stadtbahnwagen verkehren, die auch auf das Straßenbahnnetz in Liberec übergehen können. Eine Realisierung des Projektes ist allerdings bis auf Weiteres nicht zu erwarten, da das Vorhaben vom tschechischen Verkehrsministerium als nicht vordringlich erachtet wird.
Die Strecke wird heute an Wochentagen meist in einem halbstündigen Takt, an Wochenenden und Feiertagen in einem Einstundentakt bedient. Es kommen ausschließlich Züge der ČD-Baureihe 814 zum Einsatz.